# ديفيد وارهولم
ديفيد وارهولم (1888 – 29 يوليو 1971) هو مبارز بالسيف سويدي راحل، مثّل بلاده في الألعاب الأولمبية الصيفية 1920.

## روابط خارجية
ديفيد وارهولم على موقع أوليمبيديا (الإنجليزية)
- ديفيد وارهولم على موقع اللجنة الأولمبية السويدية (السويدية)